# Olivier Le Gac
Olivier Le Gac (Brest, Finisterre, 27 d'agost de 1993) és un ciclista francès, professional des del 2014 i actualment a l'equip Groupama-FDJ.

## Palmarès
- 2010
  -  Campió del món júnior en ruta
  - 1r al Gran Premi General Patton i vencedor d'una etapa
  - 1r al Trofeu Sébaco i vencedor de 2 etapes
  - 1r als Boucles del Cantó de Trélon
- 2011
  - 1r al Trofeu Sébaco i vencedor d'una etapa
  - Vencedor d'una etapa al Trofeu Centre Morbihan
- 2012
  - 1r al Circuit del Morbihan
  - Vencedor d'una etapa al Tour Nivernais Morvan
- 2013
  - 1r als Boucles de l'Essor
  - 1r al Tour del País del Roumois
- 2014
  - 1r al Tour de la Creuse i vencedor d'una etapa
  - Vencedor d'una etapa al Tour de Mareuil-Verteillac-Ribérac
- 2018
  - Vencedor d'una etapa dels Quatre dies de Dunkerque

### Resultats a la Volta a Espanya
- 2015. 120è de la Classificació general
- 2020. 68è de la classificació general

### Resultats al Giro d'Itàlia
- 2016. 133è de la classificació general
- 2019. 112è de la classificació general

### Resultats al Tour de França
- 2017. 158è de la classificació general
- 2018. 127è de la classificació general
- 2022. 88è de la classificació general
- 2023. 131è de la classificació general